# Treeorange
Treeorange — український і англомовний музичний гурт, який працював у стилях лаунж, джаз, свінг, соул у сучасній обробці. Створений у 2010 році. Лідерка гурту, вокалістка, авторка музики і текстів, Юлія Волюм (RUDA

## Історія
Гурт Treeorange створено 26 жовтня 2010 року в місті Києві.
У 2012 році вийшов перший альбом гурту «Дивні почуття», а також однойменний кліп (режисер-постановник – Валерій Фісюн). Презентацію альбому було проведено як шоу в сферичному кінотеатрі ATMASFERA 360. Того ж року гурт взяв участь в міжнародному фестивалі «Jazz Koktebel 2012» та вийшов у фінал відбіркового етапу конкурсу «Eurovision 2012 Ukraine».
У 2014 році гурт виступав на фестивалі «Jazz Koktebel 2014»[джерело?].
2015 року гурт оновив стиль реформувавшись у «RUDA & TREEORANGE band». Альбом "Freedom nation" був представлений 3 жовтня 2015 року в клубі "Sentrum". 2017 року відбувся виступ гурту на ART-Пікніку Слави Фролової.

## Сольні концерти
- Презентація дебютного альбому та кліпу, сферичне шоу у кінотеатрі ATMASFERA 360 (2012)
- Концерт у кінотеатрі ATMASFERA 360 (8 березня 2013 року)
- Презентація нового EP "Freedom nation" в клубі "Sentrum" (3 жовтня 2015 року)